# Eltern allein zu Haus: Die Winters
Die Winters ist ein deutscher Fernsehfilm von Josh Broecker aus dem Jahr 2017. Im Mittelpunkt dieser zweiten Episode der drei Filme umfassenden Minireihe Eltern allein zu Haus steht das Ehepaar Matthias und Tanja Winter, verkörpert von Walter Sittler und Susanna Simon. Die jeweilige Episode beleuchtet einen Lebensabschnitt der Familie, deren Namen sie trägt.

## Handlung
Das Ehepaar Tanja und Matthias Winter aus Hamburg hat sich auseinandergelebt. Nur die gemeinsame Tochter Marie, die gerade ihr Abitur gemacht hat, hält das Paar noch zusammen. Als Marie ihren Eltern erklärt, dass sie nicht studieren, sondern in Berlin eine Lehre zur Mechatronikerin machen werde, ist das erst einmal eine Überraschung für ihre Eltern. Das größere Problem ist allerdings der Auszug Maries, da er Veränderungen mit sich bringt, die vor allem Matthias Winter in seiner Routine stören. Der wegen Herzproblemen frühpensionierte Lehrer im Range eines Studienrats hatte von Anfang an seinen Beruf hintangestellt und sich um seine Tochter gekümmert, während seine Frau Karriere als Unternehmensberaterin machte. Als Tanja Winter sich dann auch noch eine eigene Wohnung mietet, ist er ziemlich ratlos, wie er darauf reagieren soll.
Matthias Winter sucht die Therapeutin Dr. Sybille Merz auf, weil er derjenige ist, der die Trennung eigentlich gar nicht will und möchte, dass Tanja zu ihm zurückkommt. Es tut sich jedoch ein weiteres Problem auf, denn Marie teilt ihren Eltern mit, dass sie in einer Beziehung mit ihrer Freundin Yvonne sei, mit der sie in Berlin in einer WG lebt. Ihre Mutter meint, ob sich eine solche Neigung noch ändern könne, was die Freundinnen lachend verneinen. Matthias Winter scheint weniger Probleme damit zu haben, dass seine Tochter eine Frau liebt.
Der Auszug seiner Frau hingegen hat Winter schwer getroffen. Auf seine Art versucht er, Tanja an frühere Zeiten zu erinnern, was aber nach hinten los geht. Nach einer solchen Eskapade wirft er seinen Schlüsselbund nach Kojo, dem Papagei seiner Tochter, der jetzt bei ihm lebt, und verletzt das Tier. Die Tierärztin Dr. Andrea Praetorius beruhigt ihn jedoch, da die Verletzung des Tieres zum Glück nicht so schlimm ist, wie Winter, der etwas von „Schlüsselerlebnis“ murmelt, befürchtet hatte. Für Winter überraschend hat die Tierärztin Gefallen an ihm gefunden und zeigt ihm das bei einem Hausbesuch auch ganz ohne Umschweife. Als beide ins Schwimmbad und anschließend in die Sauna gehen, treffen sie dort auf Tanja Winter und deren neuen Freund Sebastian.
Eine unangenehme Überraschung erwartet Winter, als er sein Buch bei dem Verlag vorlegen will, mit dem er einen Vertrag abgeschlossen hat, da der Termin bereits seit einem Jahr abgelaufen ist. Der Redakteur, mit dem Winter seinerzeit verhandelt hatte, ist nicht mehr im Verlag tätig. Den derzeit erhaltenen Vorschuss soll er nun natürlich zurückzahlen. Als ob das nicht schon genug wäre, bekommt er auch noch die Kündigung für seine Wohnung und auch sein Status als Frühpensionär gerät in Gefahr, da sein Herz glücklicherweise keine Probleme mehr macht. Marie indes teilt ihren Eltern mit, dass Yvonne sich schon wieder von ihr getrennt habe. Sie lastet das vor allem ihrer Mutter an. Auch dass ihre Eltern getrennt leben, gefällt Marie überhaupt nicht, sie meint, nun habe sie überhaupt kein Zuhause mehr. Dank Winters besonderem Draht zu seiner Tochter renkt sich die Angelegenheit jedoch verhältnismäßig schnell wieder ein.
Überraschend für Matthias Winter steht seine Frau genau an dem Tag vor der Tür, als er die ehemals gemeinsame Wohnung ausräumt und meint, man müsse wieder einmal miteinander reden. Zu Tanjas Überraschung scheint es ihrem Mann überhaupt nicht mehr schwerzufallen, sich von alten Sachen zu trennen, was immer ihr vergeblicher Wunsch war. Das sei ein Ich an ihm, das sie noch nicht kenne, meint Tanja zu ihrem Mann, der erwidert, dann ginge es ihr wohl so, wie ihm vor ein paar Monaten mit ihr. Kurz darauf taucht Andrea Praetorius auf. Es sieht ganz so aus, als sei sie die neue Frau an Matthias’ Seite. Nachdem sie wieder gegangen ist, verlassen die Winters gemeinsam die Wohnung, in der sie viele Jahre ihres Lebens verbracht haben. Wie, und ob es mit ihnen weitergeht, ist ungewiss, gewiss ist allerdings, dass Winter seinen Job als Lehrer wieder aufnehmen wird. Dass er ein ausgezeichneter Lehrer ist, hat er bereits erfolgreich bewiesen, indem er einen Nachbarsjungen auf dessen Matheklausuren vorbereitet und auch dessen Freunden geholfen hat.

## Produktion,  Veröffentlichung
Die Winters wurde vom 25. August bis zum 26. Oktober 2015 an Schauplätzen in Hamburg und Umgebung gedreht. Produziert wurde der Film von der ATF Aspekt Telefilm-Produktion GmbH im Auftrag der ARD Degeto für Das Erste. Die Aufnahmeleitung oblag Heiko Becker und Sue Petzold, die Produktionsleitung Jörg Kuhlmann und die Herstellungsleitung Olaf Kalvelage und für die ARD Degeto Kirsten Frehse.
Walter Sittler äußerte über seine Rolle, Matthias Winter war und wäre immer noch ein sehr guter Lehrer, ein kleiner König in seinem Lehrerkönigreich. Und weil das für ihn so schön sei, habe er auch außerhalb der Schule um sich herum ein Königreich aufgebaut, ob es den anderen gefalle, sei ihm egal. Dadurch habe sich der Kontakt zu Frau und Tochter in eine eigenwillige Richtung entwickelt, bis die Tochter ausziehe, was unerwartet geschehe und alles ins Wanken geraten lasse.
Susanna Simon meinte zu ihrer Rolle, Tanja Winter habe einen Plan, indem sie den Schulabschluss ihrer Tochter und deren Auszug nutzen wolle, um ihr eigenes Leben und ihre ermüdete Ehe neu zu beleben. Als sie jedoch feststellen müsse, dass ihr Mann, „vielleicht aus Bequemlichkeit, vielleicht aus Trägheit, ihren Drang nach Lebendigkeit und Veränderung nicht“ teile, bleibe ihr nichts anderes übrig, „als konsequent ihrer erwachten Lebenslust zu folgen, in das Abenteuer der wiedergewonnenen Freiheit“, um sich selbst treu zu bleiben.
Im Soundtrack des Films sind unter anderem folgende Musiktitel enthalten:
- Arithmetic von David Ramirez
- Can’t Be Touched von Roy Jones junior
- I’m Yours von Jason Mraz
- You’d Be So Nice to Come Home To von Art Pepper

Erstmals ausgestrahlt wurde der Film am 31. März 2017 im Programm der ARD Das Erste innerhalb der Reihe Endlich Freitag im Ersten.

## Rezeption

### Einschaltquote
Bei seiner Erstausstrahlung am 31. März 2017 in der ARD wurde der Film von 3,81 Millionen Zuschauern eingeschaltet, was einen Marktanteil von 13,1 Prozent ergab.

### Kritik
Die Kritiker der Fernsehzeitschrift TV Spielfilm zeigten mit dem Daumen zur Seite, vergaben für Humor und Anspruch je einen von drei möglichen Punkten und zogen das Resümee: „Eine schöne Rolle für Sittler, als vergeistigter Schluffi ist er ein echter Gewinn. So richtig zündend sind die biederen Humorversuche aber nicht, und das Paarproblem wirkt wie eine lau dahintröpfelnde Variation der Vorwoche. Die Verschränkung mit dem ersten Teil des Dreiteilers wurde leider ohne jeden erzählerischen Aha-Effekt gelöst.“ Fazit: „Paarschnurre, der es an Hintergründigkeit fehlt“.
Die Redaktion des Filmdienstes konnte dem Film nichts abgewinnen und stellte fest: „Eine zähe, mitunter nervende Gratwanderung zwischen Komödie und Drama, gänzlich unglaubwürdig in der zelebrierten Figurenkonstellation. – Ab 14.“
Der Kritiker Tilmann P. Gangloff befasste sich bei  evangelisch.de mit dem Film und stellte fest, der Tonfall sei „ähnlich, aber anders als bei den Schröders aus Teil eins, deren Beziehung als Drama mit komischen Zügen geschildert“ worden sei, diesmal würden die „heiteren Momente überwiegen“. Walter Sittler dürfe hier „endlich mal wieder zeigen, warum er ein großer Komödiant“ sei. Auch die Verknüpfungen mit dem ersten Teil würden die Handlung „um einen eher unterhaltsamen Faktor bereichern“.
Rainer Tittelbach von tittelbach.tv gab dem Film auf seiner Seite vier von sechs möglichen Sternen und fasste zusammen: „Die Trilogie ‚Eltern allein zu Haus‘ handelt von Beziehungen auf dem Prüfstand. ‚Die Winters‘ erzählt von einem Paar ohne Gemeinsamkeiten und von zwei Neuanfängen, einem rasanten und einem mit Verzögerung. Autorin Bohlmann spielt die Partner nicht gegeneinander aus, es geht vor allem um das ‚Muster‘ der Beziehung; dennoch ist diese zweite Episode stärker auf den Mann, Walter Sittlers Rolle, fokussiert – was Stärke und zwischenzeitlich Schwäche des Films ist. Spielerisch-unverkrampfte Dramödie mit möglicherweise hohem Wiedererkennungswert.“ Tittelbach sprach von einem „bemerkenswerten ARD-Projekt“. Weil der Mann etwas retten wolle, „was längst nicht mehr zu retten“ sei, verharre der Film „nach einem amüsanten Auftakt zwischenzeitlich in einer etwas zähen Tragikomödie eines lächerlichen Mannes“. Der Kritiker kam zu dem Ergebnis: „Insofern lädt diese mehr als respektable TV-Trilogie spielerisch, unverkrampft und hoffnungsfroh zur Selbsterkenntnis ein. Und wer glaubt, ihn würde das alles nichts angehen, der wird auch seinen Spaß haben.“